# Darren Keet
Darren Keet (Kaapstad, 5 augustus 1989) is een Zuid-Afrikaans voetballer die vijf seizoenen bij de Belgische eersteklasser KV Kortrijk speelde en nadien bij Oud-Heverlee Leuven. Sinds oktober 2020 heeft hij geen club meer.

## Clubcarrière
Keet maakte in 2011 de overstap van Bidvest Wits naar KV Kortrijk, nadat hij twee seizoenen lang een vaste waarde was geweest in doel. In zijn eerste seizoen stond hij nog in de schaduw van Kristof Van Hout – in de competitie althans, want de bekerwedstrijden waren dat seizoen voor Keet en Kortrijk haalde dat jaar voor het eerst in de clubgeschiedenis de finale van de Beker van België. Na het vertrek van Van Hout werd Keet eerste doelman in het Guldensporenstadion.
In het seizoen 2014/15 begon Keet als eerste doelman. Toen de Zuid-Afrikaan in januari 2015 een maand ontbrak vanwege interlandverplichtingen op de Afrika Cup 2015, ontpopte Laurent Henkinet zich tot een prima vervanger. Keet kreeg moeite om zijn plaats in doel te heroveren en zou pas op 17 mei 2015 opnieuw een kans krijgen in de Play-off 1-wedstrijd tegen Sporting Charleroi. Na het vertrek van Henkinet in de zomer van 2015 werd Keet in het seizoen 2015/16 weer eerste doelman bij Kortrijk. Nadat hij alle wedstrijden in de reguliere competitie speelde, kreeg de Griekse doelman Michalis Sifakis echter zijn kans in Play-off 2. De competitiewedstrijd tegen RSC Anderlecht op 13 maart 2016 werd dus zijn laatste officiële wedstrijd voor Kortrijk, want zijn aflopende contract werd niet verlengd.
In de zomer van 2016 werd Keet aangeboden bij Club Brugge, AA Gent en RC Genk om er als tweede doelman te fungeren, en bij Antwerp FC om de club aan promotie te helpen. Keet zelf aasde op een transfer naar Minnesota United, maar vond uiteindelijk geen akkoord met de Amerikaanse club. KV Kortrijk bood nadien een terugkeer aan, maar daar ging Keet niet op in. De doelman ondertekende uiteindelijk een contract bij z'n ex-club Bidvest Wits. Keet nam er de rol van eerste doelman over van oud-international Moeneeb Josephs, die twee wedstrijden had gespeeld op het WK 2010 in eigen land en inmiddels 36 jaar was. Hij werd er in het eerste seizoen van zijn tweede passage bij Bidvest meteen kampioen, goed voor de eerste landstitel uit de clubgeschiedenis.
Op 31 juli 2019 haalde Oud-Heverlee Leuven Keet terug naar België. Bij de Leuvenaars werd Keet herenigd met Laurent Henkinet, met wie hij in het seizoen 2014/15 bij Kortrijk om de plek van eerste doelman had gestreden. Henkinet begon het seizoen als eerste doelman, maar eind december 2019 kreeg Keet een kans in de competitie van trainer Vincent Euvrard na enkele tegenvallende resultaten. In oktober 2020 kwamen OHL en Keet tot het besluit dat er geen toekomst meer weggelegd is voor Keet aan Den Dreef, na de komst van Iversen en Romo.

## Clubstatistieken
| Seizoen | Club         | Land                 | Competitie            | Competitie | Competitie | Beker | Beker | Internationaal | Internationaal | Totaal | Totaal |
| Seizoen | Club         | Land                 | Competitie            | Wed.       | Dlp.       | Wed.  | Dlp.  | Wed.           | Dlp.           | Wed.   | Dlp.   |
| ------- | ------------ | -------------------- | --------------------- | ---------- | ---------- | ----- | ----- | -------------- | -------------- | ------ | ------ |
| 2008/09 | Bidvest Wits | Vlag van Zuid-Afrika | Premier Soccer League | 7          | 0          | 0     | 0     | —              | —              | 7      | 0      |
| 2009/10 | Bidvest Wits | Vlag van Zuid-Afrika | Premier Soccer League | 22         | 0          | 1     | 0     | —              | —              | 23     | 0      |
| 2010/11 | Bidvest Wits | Vlag van Zuid-Afrika | Premier Soccer League | 25         | 0          | 1     | 0     | —              | —              | 26     | 0      |
| 2011/12 | KV Kortrijk  | Vlag van België      | Jupiler Pro League    | 9          | 0          | 7     | 0     | —              | —              | 16     | 0      |
| 2012/13 | KV Kortrijk  | Vlag van België      | Jupiler Pro League    | 35         | 0          | 0     | 0     | —              | —              | 35     | 0      |
| 2013/14 | KV Kortrijk  | Vlag van België      | Jupiler Pro League    | 33         | 0          | 4     | 0     | —              | —              | 37     | 0      |
| 2014/15 | KV Kortrijk  | Vlag van België      | Jupiler Pro League    | 23         | 0          | 0     | 0     | —              | —              | 23     | 0      |
| 2015/16 | KV Kortrijk  | Vlag van België      | Jupiler Pro League    | 30         | 0          | 0     | 0     | —              | —              | 30     | 0      |
| 2016/17 | Bidvest Wits | Vlag van Zuid-Afrika | Premier Soccer League | 22         | 0          | 5     | 0     | 0              | 0              | 27     | 0      |
| 2017/18 | Bidvest Wits | Vlag van Zuid-Afrika | Premier Soccer League | 20         | 0          | 5     | 0     | 1              | 0              | 26     | 0      |
| 2018/19 | Bidvest Wits | Vlag van Zuid-Afrika | Premier Soccer League | 26         | 0          | 4     | 0     | —              | —              | 30     | 0      |
| 2019/20 | OH Leuven    | Vlag van België      | Proximus League       | 7          | 0          | 2     | 0     | —              | —              | 9      | 0      |
| 2020/21 | OH Leuven    | Vlag van België      | Proximus League       | 1          | 0          | 0     | 0     | -              | -              | 1      | 0      |
| Totaal  | Totaal       | Totaal               | Totaal                | 260        | 0          | 24    | 0     | 1              | 0              | 284    | 0      |

## Interlandcarrière
Keet maakte op 10 september 2013 zijn debuut als international voor Zuid-Afrika. Hij speelde de volle 90 minuten in een oefeninterland tegen Zimbabwe, een wedstrijd die Zuid-Afrika met 1-2 verloor. Keet werd in 2015 en 2019 geselecteerd voor de Afrika Cup. Keet kwam in beide toernooien eenmaal in actie: in 2015 stond hij in de eerste groepswedstrijd tegen Algerije in doel (3-1-verlies), in 2019 in de tweede groepwedstrijd tegen Namibië (1-0-winst).

## Palmares
Bidvest Wits
- Kampioen van Zuid-Afrika: 2016/17
- Beker van Zuid-Afrika: 2010
- Telkom Knockout: 2017

 KV Kortrijk
- Beker van België: verliezend finalist in 2011/12

1 Leysen ·
3 Shlomo ·
5 Ngawa ·
6 Dom ·
7 Thorsteinsson ·
8 Schrijvers ·
9 Brunes ·
10 Holzhauser ·
11 Banzuzi ·
13 Kiyine ·
14 Ricca ·
15 N'Dri ·
16 Prévot ·
17 Mueanta ·
18 Miguel ·
20 Mendyl ·
21 Opoku ·
22 Calut ·
23 Schingtienne ·
28 Pletinckx ·
33 Maertens  ·
37 Taildeman ·
38 Ravet ·
43 Nsingi ·
52 Sagrado ·
77 Vlietinck ·
88 Maziz ·
Coach: García